# The Lady (película de 2011)
The Lady (en español La fuerza del amor) es una británica película de 2011 dirigida por Luc Besson  protagonizada por Michelle Yeoh, David Thewlis y Jonathan Woodhouse.

## Reseña
La película está basada en la vida real de la birmana Aung San Suu Kyi y su esposo Michael Aris, que falleció en 1999; padres de dos hijos Alexander y Kim Aris. Aung San Sun Kyi es una activista y política birmana ganadora del Premio Nobel de la Paz de 1991. Ella estuvo presa 15 años en su país por el gobierno militar imperante y fue liberada recién en 2010.

## Reparto
| Personaje        | Actor              |
| ---------------- | ------------------ |
| Aung San Suu Kyi | Michelle Yeoh      |
| Michael Aris     | David Thewlis      |
| Alexander Aris   | Jonathan Woodhouse |
| Kim Aris         | Jonathan Reggett   |
| Lucinda          | Susan Wooldrige    |
| Karma            | Benedict Wong      |
| Ne Win           | Htun Lin           |

## Galería

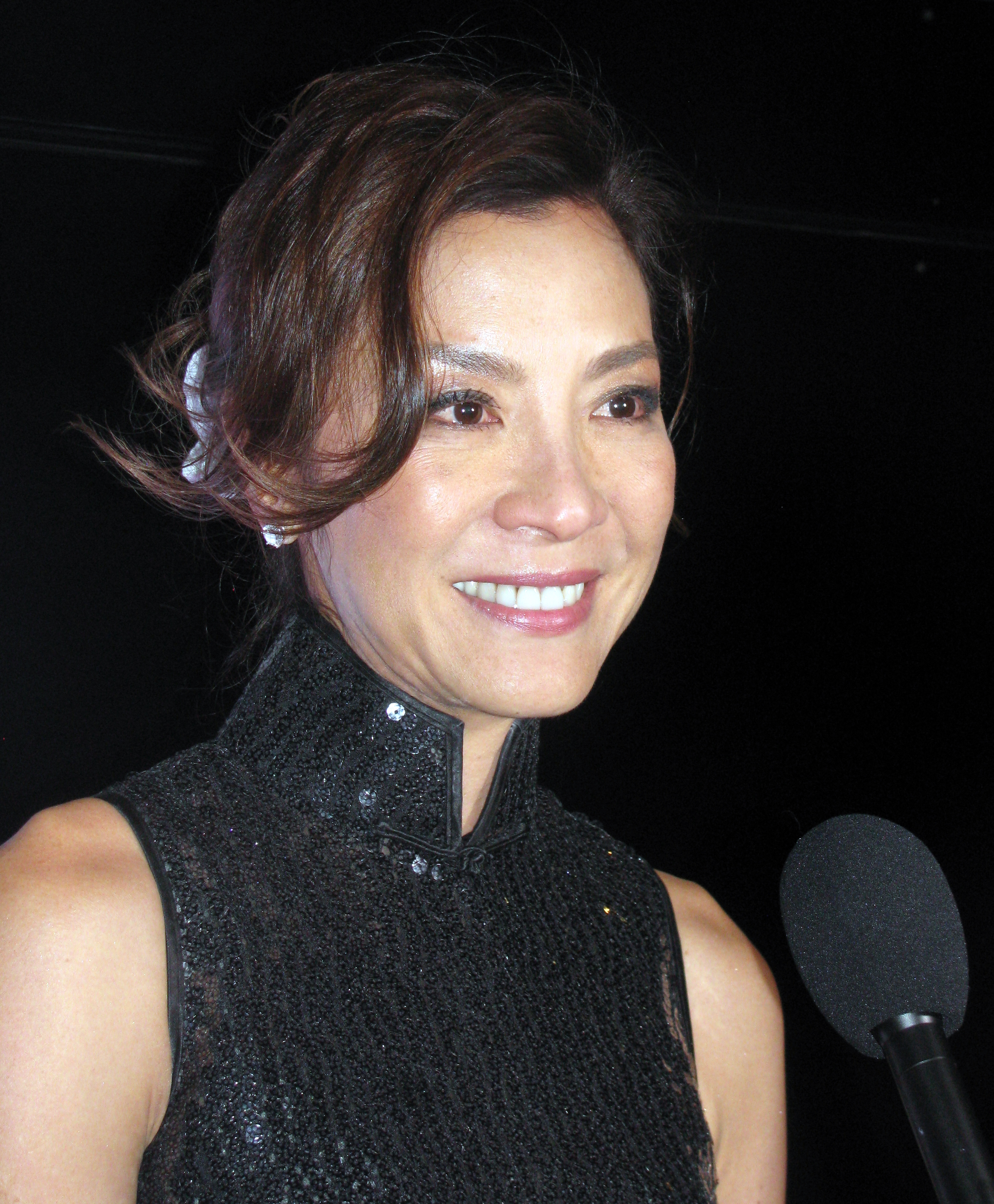
Michelle Yeoh en 2011
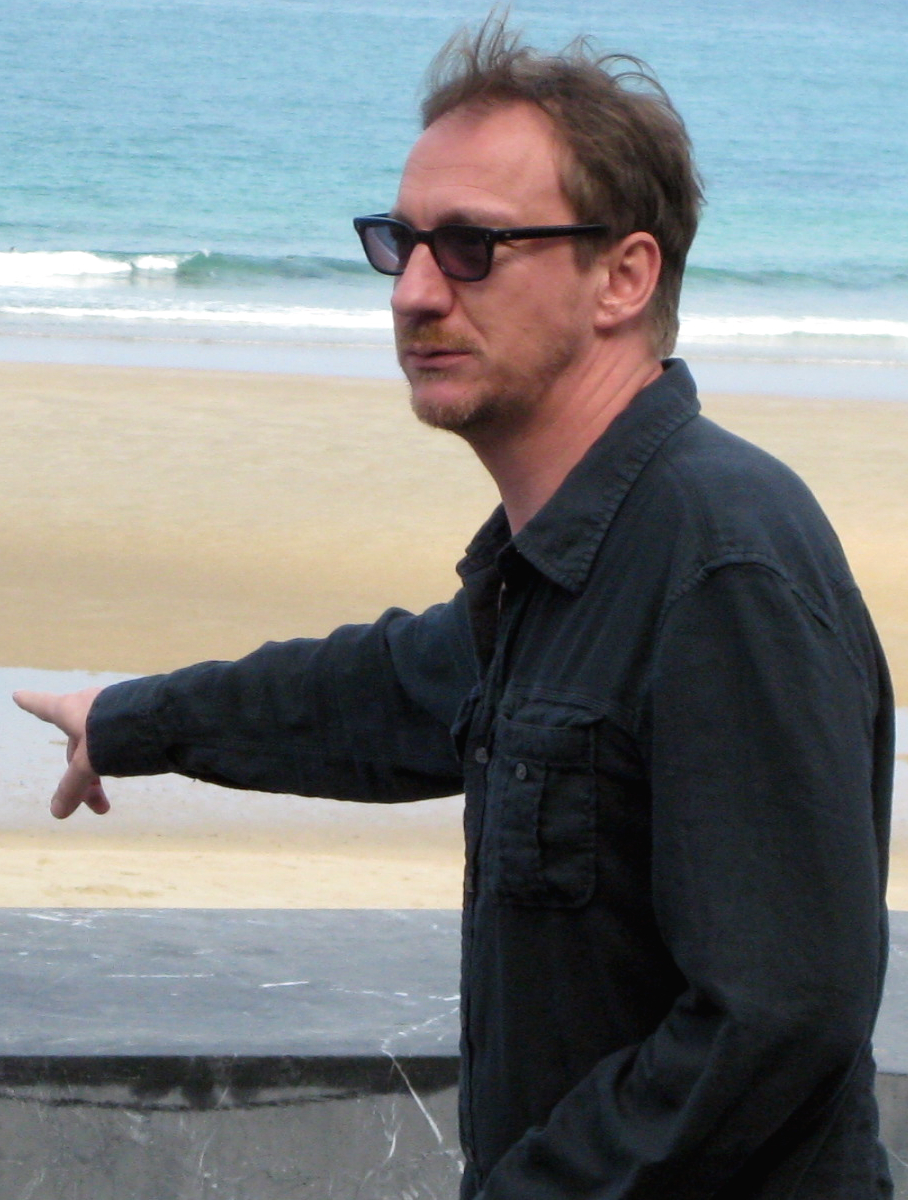
David Thewlis en 2001
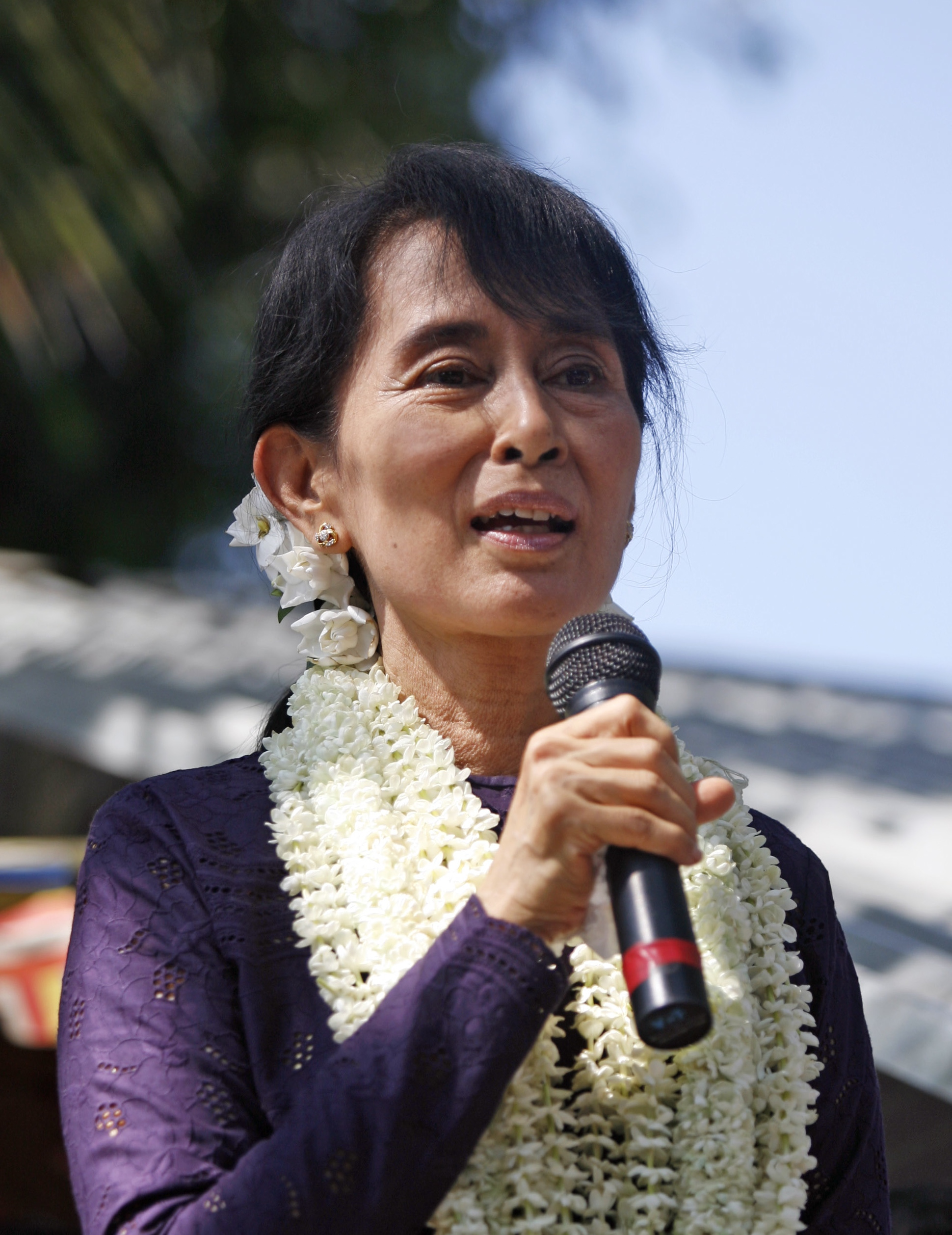
Aung San Suu Kyi en 2010

## Recepción
David Rooney elogió la cinta cinematografía "Visualmente hermosa, los paisajes del sur de Asia muy bien contrastadas con las estructuras de piedra gris de Oxford". Annabelle Udo O'Malley evaluó la película como "sin duda vale la pena por su hermosa cinematografía y su banda sonora", David Stratton (Australian Broadcasting Corporation), dijo Suu fue "maravillosamente interpretada por Michelle Yeoh" Melissa Silverstein la describe como "Michael de campaña para obtener el Premio Nobel de la Paz Suu para criar a su visibilidad y protección de su seguridad ", como uno de los puntos destacados de la película. destacó presente la escena" de uno de sus hijos que acepten el premio en su nombre mientras se escucha a la ceremonia en un miles de radio de kilómetros de distancia ". ella encontró la escena" en movimiento ". 
Julia Suryakusuma (The Jakarta post) admitió que se había reducido hasta las lágrimas al ver" The lady ". [60] Sin embargo, la película recibió también críticas negativas. críticos ingleses menudo apreciado los esfuerzos de la actriz principal, Michelle Yeoh y el desempeño del actor David Thewlis Inglés y criticó el director / productor Luc Besson. críticos estadounidenses se unieron a la crítica de Luc Besson. Revisión del Sitio Web de agregación Rotten Tomatoes dio a la película una calificación de 34% basado en 65 comentarios, con una puntuación media de 5.2./10